# Máscara facial de pano

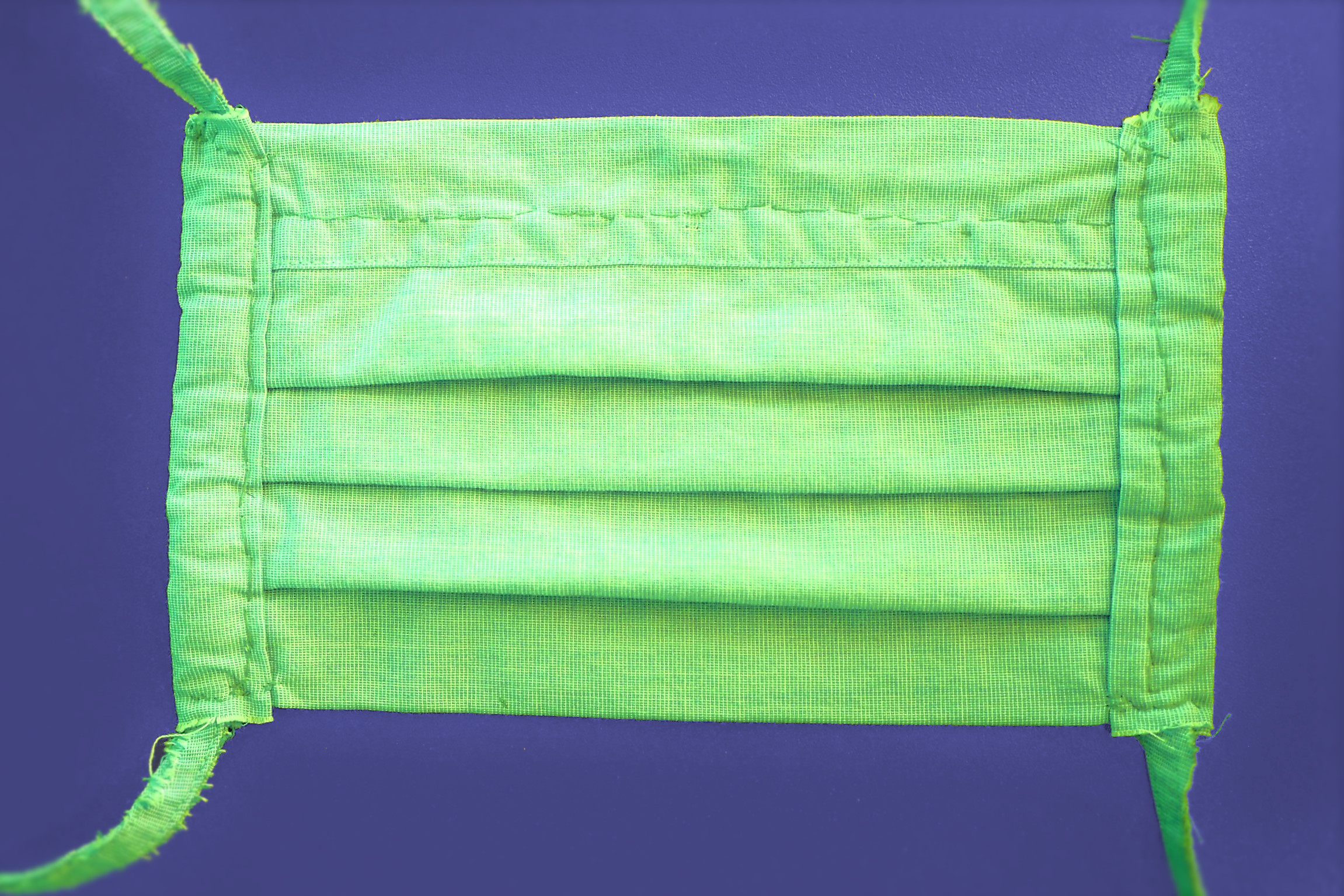
Uma máscara facial de pano, caseira, utilizada durante a pandemia de coronavírus em 2020

Uma máscara facial de pano é uma máscara feita de tecidos comuns usada sobre a boca e o nariz. Diferentemente das máscaras cirúrgicas e respiratórias, como as máscaras N95, elas não estão sujeitas a regulamentação e, atualmente, existem poucas pesquisas ou orientações sobre sua eficácia como medida protetora contra a transmissão de doenças infecciosas ou a poluição atmosférica. Eram rotineiramente utilizadas pelos profissionais de saúde de meados do século XIX até meados do século XX. Na década de 1960, elas perderam utilidade no mundo desenvolvido em favor das máscaras cirúrgicas modernas, mas seu uso persistiu nos países em desenvolvimento. Durante a pandemia de coronavírus de 2019-2021, seu uso nos países desenvolvidos foi revivido como último recurso devido à escassez de máscaras cirúrgicas e respiratórias.

## Uso
As máscaras faciais de pano reutilizáveis são predominantemente usadas nos países em desenvolvimento e especialmente na Ásia. Elas contrastam com máscaras cirúrgicas e respiratórias, como as máscaras N95, que são feitas de TNT, um processo de sopro por fusão e são reguladas em relação a sua eficácia. As máscaras faciais de pano não fornecem uma vedação ao redor da face.
Em ambientes sanitários, elas são usadas em pacientes doentes como "controle de origem" para reduzir a transmissão de doenças através de gotículas respiratórias e por profissionais de saúde quando máscaras cirúrgicas e outras não estão disponíveis.  Elas também são usadas pelo público geral em ambientes domésticos e comunitários como proteção percebida contra doenças infecciosas e poluição.
Vários tipos de máscaras faciais de pano estão disponíveis comercialmente, especialmente na Ásia. Máscaras caseiras também podem ser improvisadas usando bandanas, camisetas, lenços, cachecóis ou toalhas.

## Eficácia
Até 2015, não havia ensaios clínicos randomizados ou orientações sobre o uso de máscaras faciais de pano reutilizáveis. A maioria das pesquisas havia sido realizada no início do século XX, antes que as máscaras cirúrgicas descartáveis se tornassem predominantes. Um estudo de 2010 descobriu que 40-90% das partículas penetravam uma máscara de pano.  O desempenho das máscaras faciais de tecido varia muito com a forma, o ajuste e o tipo de tecido, assim como a finura do tecido e o número de camadas.
As máscaras faciais de pano são geralmente recomendadas para uso como último recurso se o suprimento de máscaras cirúrgicas e respiratórias estiver esgotado. Até 2006, nenhuma máscara facial de tecido havia sido aprovada pela Food and Drug Administration dos EUA para uso como máscaras cirúrgicas.

## História
As máscaras de pano foram usadas pela primeira vez pelos cirurgiões no final do século XIX e começaram a ser usadas para proteger contra doenças infecciosas no início do século XX. O primeiro estudo de seu uso por profissionais de saúde foi realizado em 1918. Na década de 1940, foram feitas máscaras faciais de gaze para proteger os enfermeiros da tuberculose. Elas foram amplamente substituídos pelas máscaras cirúrgicas modernas na década de 1960,  embora seu uso continuasse nos países em desenvolvimento.  Houve relatos sobre seu uso na Ásia durante o surto de SARS de 2002-2004 e na África Ocidental durante a epidemia de Ebola de 2013-2016 .

Durante a pandemia de coronavírus de 2019-2020, os Centros dos EUA para Controle e Prevenção de Doenças (CDC), em março de 2020, recomendaram que, se nem respiradores nem máscaras cirúrgicas estiverem disponíveis, como último recurso, pode ser necessário que os profissionais de saúde usem máscaras que não foram avaliadas ou aprovadas pelos órgãos responsáveis, como o NIOSH, ou máscaras caseiras, embora seja necessário ter cuidado ao considerar esta opção. Em abril de 2020, o CDC recomendou que o público em geral usasse revestimentos de pano em locais públicos, onde outras medidas de distanciamento social são difíceis de manter, como supermercados e farmácias, especialmente em áreas de transmissão comunitária significativa, devido à significância de fatores assintomáticos. e transmissão pré-sintomática de doenças.